# Mari Molid
Mari Molid (Trondheim, 8 de agosto de 1990) é uma handebolista profissional norueguesa, medalhista olímpica.

## Carreira
Mari Molid fez parte do elenco medalha de bronze na Rio 2016.